# Songwa
Songwa è una circoscrizione mista (mixed ward) della Tanzania situata nel distretto di Kishapu, regione di Shinyanga. Conta una popolazione di 19 257 abitanti (censimento 2012).